# Марина Раскова (судно)
«Марина Раско́ва» — грузовое судно американской постройки, принадлежавшее Северному морскому пароходству СССР.

## История
Пароход был спущен на воду в апреле 1919 года на верфи в городе Честер (Пенсильвания, США) под названием Mystic, затем носил названия Munmystic (1930), Iberville (1937), Ironclad (1941). Транспорт входил в состав конвоя PQ-17, дважды терпел аварии, после чего американцы от него отказались, и он был передан Северному государственному морскому пароходству.

Приказ начальника Северного Государственного морского пароходства № 25 от 03 февраля 1943 года… Принятый от американского правительства пароход «Айронклайд» числить в составе флота с 25.01.43 и именовать с 03 февраля 1943 года в память Героя Советского Союза майора Расковой «Марина Раскова». Начальник СГМП Новиков Н. В.
12 июня 1944 года пароход «Марина Раскова» встал в док архангельского завода «Красная Кузница» (ныне — филиал Центра судоремонта «Звёздочка»). После ремонта 21 июля 1944 года судно было передано в чартер Архангельскому морскому арктическому пароходству Главсевморпути.

## Гибель судна
Потоплено в составе конвоя БД-5 12 августа 1944 года в Карском море у острова Белый немецкой подводной лодкой U-365.

## Судно в кинематографе
В 2016 году проект Arctic.ru снял документальный фильм, посвященный истории судна. В фильм вошли не только архивные съемки, но и интервью с ветеранами арктических конвоев.